# Педесет нијанси — Ослобођени
Педесет нијанси — Ослобођени (енгл. Fifty Shades Freed) је еротски роман, који је написала Е. Л. Џејмс. Ова књига је последњи наставак трилогије Педесет нијанси.

## Синопсис
Онога дана када је Анастазија Стил упознала Кристијана Греја, букнула је љубавна варница која им је заувек променила живот. Кристијанова јединствена љубавна интересовања су најпре запрепастила Ану, потом је заинтересовала и на крају потпуно одбила. Кристијан је спреман на сваку жртву само да је задржи. Заједно би могли имати све - љубав, страст, богатство и безброј могућности за заједничку будућност. Али Ана зна да је тешко волети господина "Педесет нијанси" и мораће да се прилагоди његовом животном стилу и да притом не изгуби идентитет. И баш када се чини да заједно могу да преброде све, несрећа, злоба и судбина се удружују и оживљавају Анине најдубље страхове...